# 海斯勒霍尔姆

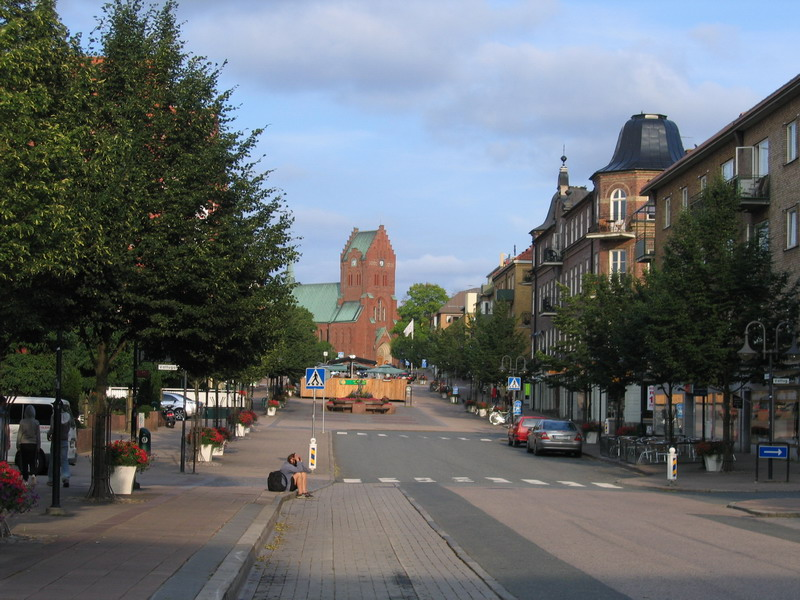
海斯勒霍尔姆市中心

海斯勒霍尔姆（瑞典語：Hässleholm）是瑞典南部斯科讷省的一个城市，2005年人口为17,730人。海斯勒霍尔姆是1860年开始随着斯德哥尔摩至马尔默铁路线的建设而逐渐发展起来。此前該地一片荒芜，没有人定居。
56°09′34″N 13°46′42″E / 56.159383°N 13.778362°E